# Vinho argelino

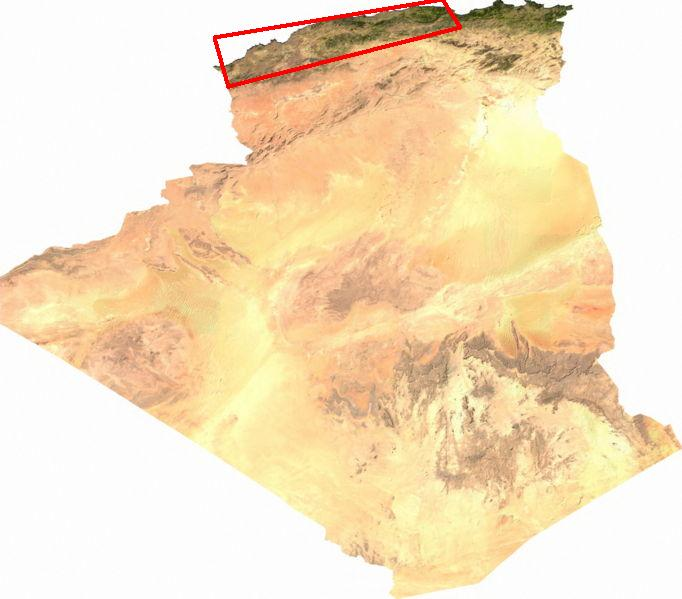
Localização (no quadrado vermelho) das principais áreas destinadas à produção de vinho na Argélia

Localização da Argélia

O vinho feito na Argélia, embora não tenha grande força no mercado mundial de vinhos atualmente, a Argélia desempenhou um importante papel na História do vinho.
A vinicultura na Argélia data da época de sua ocupação pelos Fenícios e se manteve durante o período em que a Argélia esteve sob domínio do Império Romano. Logo antes da guerra da independência Argelina, o vinho Argelino, junto à produção do Marrocos e Tunísia, era responsável por cerca de dois terços do comércio internacional de vinho. Possuindo tanta terra destinada à produção quanto a Alemanha e a África do Sul, a Argélia continua a manter uma industria com mais de 70 vinícolas em operação.

## História
As raízes da vinificação na Argélia  provém de sua ocupação pelos Fenícios e a influência de Cartago. Sob domínio Romano, a vinicultura prosseguiu até a Expansão islâmica ao Norte da África durante os séculos VII e VIII. Durante esse tempo, a industria do vinho foi severamente afetada devido à proibição do álcool na lei Islâmica. Entretanto, em 1830, durante o domínio Francês, as vinícolas foram replantadas visando servir aos Pied-noir locais. Posteriormente, quando uma epidemia de filoxera destruiu às vinícolas Francesas na metade do século XIX, o vinho Argelino foi responsável por suprir a escassez dos vinhos Franceses. Além disso, um influxo de vinicultores provenientes da região de Baden, na Alemanha, trouxe à Argélia técnicas mais modernas de vinificação que ajudou a aprimorar a qualidade geral do vinho Argelino, de maneira que, mesmo após a França retornar ao ritmo original de produção de vinhos, o vinho Argelino continuou sendo brandamente utilizado em regiões como Languedoc como um componente de mistura que adicionaria cor e sabor aos vinhos.
O ápice da industria de vinhos Argelina ocorreu no final da década de 30, quando mais de 4,000 quilômetros quadrados estavam produzindo mais de 2.100.000.000 litros de vinho, e, na década de 50, juntamente à Tunísia e Marrocos, o vinho Argelino era responsável por cerca de dois terços de todos os vinhos comercializados internacionalmente. Brandamente, o vinho tinto Argelino estava sendo usado para mistura com o vinho tinto do sul da França, pois o vinho Argelino era mais profundo em sua cor e possuía maior teor alcoólico que os vinhos Franceses, que eram produzidos das uvas Aramon, enquanto o vinho Argelino era produzido da uva Carignan, que era a variedade predominante à época na Argélia e apenas superou a Aramon no sul da França na década de 60.
Em 1962, durante a independência Argelina, mais de doze áreas receberam o status de Vin Délimité de Qualité Superieure (VDQS) pelos Franceses. Entretanto, após a independência a industria foi atingida pela saída dos moradores e exército Francês, que garantiam um considerável mercado ao vinho. Além disso, a França reduziu grandemente a quantidade de importações que aceitava, forçando as vinícolas Argelinas a buscar mercado em outro lugar. Posteriormente, em 1969 a União Soviética concordou em comprar 500 megalitros de vinho por ano até 1975 sob preços muito abaixo do valor de mercado para vinhos. Além disso, muitos oficiais do governo Argelino achavam inapropriado para um país Islâmico ser tão dependente economicamente da produção de álcool e encorajou às vinícolas a converter sua terra a outras culturas agrícolas, como cereais e uvas frescas. Não obstante, a expansão urbana em áreas férteis como a planície de Mitidja, atrás da cidade de Argel, reduziu ainda mais o número de vinícolas na Argélia, de forma que, no século XXI estejam sendo feitos esforços para reviver a vinicultura Argelina, porém, sem grandes resultados até o momento, visto que a quantidade de vinho Argelino no mercado internacional é muito baixa.

## Clima e Regiões vinicultoras
Todas as vinícolas Argelinas estão localizadas na região da planície de Hauts Plateaux se estendendo em direção à fronteira com o Marrocos, e seguindo a fronteira com o mar, essa região tem um típico clima mediterrânico, com invernos suaves e verões quentes e secos, sendo muito similar à região de vinícolas ao sul da Espanha. A media de chuvas na região é de 600mm nas regiões a leste de Argel e de 400mm nas regiões a oeste (proximas à fronteira com o Marrocos). As principais áreas de produção de vinho estão localizadas nas províncias de Aïn Témouchent, Mascara, Mostaganem, Sidi Bel Abbès e Tremecém. O Office National de Commercialisation des Produits Viti-vinicoles (ONCV) lista sete zonas vinicultoras de qualidade que podem aparecer nos rótulos de vinhos Argelinos.
- Coteaux de Tremecém
- Monts du Tessala
- Coteaux de Mascara
- Dahra hills
- Coteaux du Zaccar
- Médéa
- Aïn Bessem Bouira

## Uvas e Vinho
Durante o ápice da produção de vinho na Argélia, as uvas principais na região eram Carignan, Cinsaut e Alicante Bouschet. Apesar de não possuirem Pinot noir ou, de outra forma, assemelhando-se ao vinho da Borgonha, misturas dessas uvas foram comumente rotuladas como borgonha. Recentemente, Clairette Blanche e Ugni blanc se tornaram as variedades dominantes de uvas, com algumas plantações menores de Cabernet Sauvignon, Chardonnay, merlot, Mourvèdre e Syrah. Os vinhos Argelinos são conhecidos por sua superior fruta, alto teor alcoólico e baixa acidez. As uvas normalmente passam por um pequeno processo de fermentação e são engarrafadas após pouco ou nenhum envelhecimento em Carvalho.